# تیروزین کیناز
تیروزین کیناز (انگلیسی: Tyrosine kinase) آنزیمی است که در کارش، انتقالِ یک گروهِ فسفات از مولکول آدنوزین تری‌فسفات (ATP) به پروتئین است. این آنزیم مهم نقش یک کلیدِ «خاموش» - «روشن» را در بسیاری از فعالیت‌های سلولی ایفا می‌کند. تیروزین کینازها از زیرمجموعه‌های پروتئین کینازها هستند که کارشان اتصال گروه‌های فسفاتی به اسید آمینه‌های دیگر همچون سرین و ترئونین است.
گروهِ فسفات به اسید آمینه تیروزین در پروتئین‌ها متصل است و فسفریلاسیون پروتئین‌ها توسط کینازها یکی از مراحل مهم ترارسانی پیام در سلول‌هاست.
اگر در اثر جهش ژنی، آنزیم‌های تیروزین کیناز در حالت «روشن» باقی بمانند، سلول به میزان غیرقابل کنترل، رشد و تزاید می‌یابد که یکی از خصیصه‌های سلول‌های سرطانی است. در نتیجه بازدارنده‌های کیناز نظیر ایماتینیب یکی از درمان‌های مؤثر سرطان محسوب می‌شوند.
هر تیروزین کیناز، یک پروتئین تیروزین فسفاتاز مخصوص دارد که گروه فسفات را جدا می‌کند.